# Steve Tintweiss
Steve Tintweiss (12 juli 1946) is een Amerikaanse jazzmuzikant (contrabas, melodica) en componist, die ook werkzaam was als concertorganisator.

## Biografie
Tintweiss groeide op in Brooklyn (New York) en Queens. Hij speelde eerst tenorhoorn, voordat hij wisselde naar de contrabas. Hij speelde tijdens verschillende matinee-concerten in het Birdland, nam onderricht bij Steve Swallow en Gary Peacock  en perfectioneerde zijn techniek bij David Izenzon. Vanaf 1965 behoorde hij tot het trio van Burton Greene, met wie hij in december van hetzelfde jaar Patty Waters begeleidde op haar debuutalbum en in het opvolgende jaar op tournee ging. In hetzelfde jaar behoorde hij ook tot het ensemble van Bill Dixon. In 1967 nodigde Frank Wright hem uit als bassist voor zijn tweede album Your Prayer. In 1970 ging hij op een Europese tournee met Albert Ayler, waarbij de legendarische opnamen in de Fondation Maeght ontstonden. In hetzelfde jaar speelde hij ook met Burton Green in Nederland.
Tijdens de volgende decennia trad hij op in New York met zijn Space Light Band, waartoe Byard Lancaster, Ric Frank, Rowan Storm en Lou Grassi behoorden, deels ook Perry Robinson. In het New York Free Music Ensemble werkte hij met Grassi, Frank en Storm en de zangeres Amy Sheffer, met wie hij ook te horen is op haar album Sanctuary Mine. Verder werkte hij samen met Milford Graves. Als oprichter en voorzitter van het New York Free Music Committee organiseerde hij 40 jaar lang een zomerse concertreeks in de Forest Park Bandshell in Queens.

## Discografie
- 1965: Patty Waters Sings (ESP met Burton Greene, Tom Price)
- 1966: Burton Green On Tour (ESP met Shelly Rusten)
- 1966: Patty Waters College Tour (ESP, slechts een nummer)
- 1968: Burton Green Presenting Burton Greene (Columbia Records met Byard Lancaster, Shelly Rusten)
- 1969: Marzette Watts The Marzette Watts Ensemble Savoy Records met George Turner, Marty Cook, Frank Kipers, Bobby Few, Juni Booth, Cevera Jeffers, Tom Berge, J.C. Moses, Amy Schaeffer, Patty Waters
- 1970: Albert Ayler Nuits de La Fondation Maeght, Vol. 1 & 2 (Shandar, ed. 1976, met Mary Maria Parks, Call Cobbs, Allen Blairman)
- 1970: Albert Ayler Live on the Rivera (ESP, ed. 2005)

- Bibliothèque nationale de France: cb169294665 (data)
- Gemeinsame Normdatei: 134818822
- International Standard Name Identifier: 0000 0000 5845 4938
- Library of Congress Control Number: no2002112918
- MusicBrainz: 025e3882-0f8f-448a-9061-509c585e2f82
- Système universitaire de documentation: 244127387
- Virtual International Authority File: 79798240